# Baltimore (Ohio)
Pour les articles homonymes, voir Baltimore (homonymie).
Baltimore est un village américain situé dans le comté de Fairfield, dans l'Ohio. Selon le recensement de 2010, sa population est de 2 966 habitants.